# Teudis suspiciosus
Teudis suspiciosus là một loài nhện trong họ Anyphaenidae.
Loài này thuộc chi Teudis. Teudis suspiciosus được Eugen von Keyserling miêu tả năm 1891.